# Ann Curtis
Ann Elisabeth Curtis (-Cuneo) (São Francisco, 6 de março de 1926) é uma ex-nadadora dos Estados Unidos. Ganhadora de duas medalhas de ouro nos Jogos Olímpicos de Londres em 1948.